# Donji Trpuci
Donji Trpuci is een plaats in de gemeente Zagreb in de Kroatische provincie Stad Zagreb. De plaats telt 381 inwoners (2001).